# Towarzystwo Popierania i Krzewienia Nauk
Towarzystwo Popierania i Krzewienia Nauk – niezależne stowarzyszenie, grupujące ludzi nauki, mających istotne osiągnięcia w badaniach naukowych lub popularyzacji wiedzy, zainteresowanych etyką pracy naukowej i rolą nauki w społeczeństwie.

## Charakterystyka
Powstało w 1980 roku. Inicjatorami jego utworzenia byli Ryszard Herczyński, Grzegorz Białkowski i Jerzy Szacki.
W pierwszym zebraniu rozszerzonej grupy inicjatywnej uczestniczyli też Władysław Fiszdon, Witold Karczewski, Bohdan Paczyński i Andrzej Ziabicki.
Celem działalności Towarzystwa było: dbanie o wysoki poziom wymagań zawodowych i moralnych w środowisku naukowym, obrona pozycji nauki w życiu państwa i społeczeństwa, krzewienie szeroko rozumianej świadomości naukowej.
Siedzibą Towarzystwa był Instytut Fizyki Doświadczalnej Uniwersytetu Warszawskiego.
I Zjazd odbył się 5 listopada 1980 roku.
Po wprowadzeniu stanu wojennego w Polsce 13 grudnia 1981 roku, Towarzystwo zostało najpierw zawieszone – 21 grudnia 1981 r., a następnie 18 listopada 1982 rozwiązane.
W III Rzeczypospolitej zostało reaktywowane 28 lipca 1989 r.
Formami działania Towarzystwa były spotkania dyskusyjne (często prowadzące do wydawania oświadczeń w ważnych sprawach społecznych) oraz organizowanie konkursów na najlepsze prace doktorskie: im. Grzegorza Białkowskiego (fizyka i astronomia), Klemensa Szaniawskiego (filozofia, socjologia, historia, historia sztuki, nauki o literaturze) oraz im. Aurelii Baczko w dziedzinie nauk biomedycznych.
Towarzystwo przyznawało również, wraz z Polską Fundacją Upowszechniania Nauki, Nagrodę im. Profesora Hugona Steinhausa.
Towarzystwo zakończyło działalność w 2010 roku decyzją o samorozwiązaniu.

## Konkursy
- Konkurs im. Klemensa Szaniawskiego
- Konkurs im. Grzegorza Białkowskiego
- Konkurs im. Aurelii Baczko (nagroda ufundowana przez Bronisława Baczko dla uczczenia żony)